# Potentilla arcadiensis
Potentilla arcadiensis är en rosväxtart som beskrevs av G. Iatroú. Potentilla arcadiensis ingår i Fingerörtssläktet som ingår i familjen rosväxter. Inga underarter finns listade i Catalogue of Life.